# Woody Veículos
Woody Veículos Ltda., vorher Polyglass Indústria e Comércio de Plásticos Ltda., war ein brasilianischer Hersteller von Automobilen.

## Unternehmensgeschichte
Das Unternehmen aus Rio de Janeiro begann 1971 mit der Produktion von Automobilen. Der Markenname lautete Woody. Ende der 1970er Jahre änderte sich die Firmierung. In der ersten Hälfte der 1980er Jahre endete die Produktion.

## Fahrzeuge
Im Angebot standen VW-Buggies. Das erste Modell Sport hatte Ähnlichkeit zu Sportwagen. Die Basis bildete ein um 35 cm gekürztes Fahrgestell von Volkswagen do Brasil. Darauf wurde eine offene türlose Karosserie aus Fiberglas montiert. Sie bot Platz für vier Personen. Hinter den vorderen Sitzen war eine Überrollvorrichtung. Die Windschutzscheibe stammte vom VW Karmann-Ghia und die Rückleuchten vom VW Käfer. Runde Scheinwerfer waren in die Fahrzeugfront integriert. Ein luftgekühlter Vierzylinder-Boxermotor im Heck trieb die Fahrzeuge an. Hardtop, Flügeltüren und Scheinwerferabdeckungen waren zwar geplant, gingen aber nicht in Serienproduktion. Es ist nicht bekannt, bis wann dieses Modell hergestellt wurde.
1972 erschien mit dem Buggy ein richtiger Buggy. Er hatte ein um 37 cm gekürztes Fahrgestell vom VW Käfer. Die Karosserie mit 2 + 2 Sitzen bestand ebenfalls aus Fiberglas. Er hatte freistehende Scheinwerfer und einen einfachen Überrollbügel. Nach der Modellpflege von 1981 waren die Scheinwerfer unter den Kotflügeln platziert und die Überrollvorrichtung bestand aus zwei Rohren. Die Stoßstangen waren ebenfalls verändert worden.